# ハンシュク〜皇帝の女傅
『ハンシュク〜皇帝の女傅』（はんしゅく こうていのじょふ、原題：班淑伝奇）は、2015年の中国のテレビドラマ。全42話。

## 登場人物

### 主要人物
| 役名   | 演                          | 紹介 | 声     |
| 班淑   | 景甜 (ジン・ティエン)       | 内学堂女傅→内学堂助手→内学堂女傅→宮学女傅 班超と疏勒の王女の娘。班勇の妹。班昭の姪。 西域で生まれ生後すぐに漠北の盗賊によって母を殺されるが、忠じいによって出自を教えられ、班氏一族であることに誇りを持つようになる。18歳で父と手紙のやりとりができるようになり班家を訪ねるが、到着する直前に父が病没し、一族の長老からは異民族(非漢族)の娘であることを理由に、家系図に名を載せることを拒否されてしまう。父が宮廷に寄贈した書物『西域記』に自分のことを記したと知り、長老らに自分を認めさせるため、『西域記』を手に入れようと宮廷入りをもくろむ。やがて様々な経緯から皇太后に注目され、内学堂に勤めながら『西域記』を探すことになる。 良くも悪くも率直な言動が特徴で、怖いもの知らず。中原の令嬢としてはがさつだが、飾らない人柄で情に篤く、慕う者も多い。出身や性別にとらわれず個人に接し、不当に貶められることには抗議する正義感の持ち主。過ちを認めた者には鷹揚に接する。武術に長け、独特の唸り声で犬や人を萎縮させる能力がある。具体例や図、数値を出して学徒を惹きこむ講義が得意。校外学習や体を動かす授業なども内学堂に取り入れる。 | 喬詩語 |
| 衛英   | 張哲瀚 (チャン・ジャーハン) | 将軍→宮学少傅 衛青の子孫。班昭の弟子。 文武両道で知られ、内学堂の女子学徒たちにとって憧れの存在。潔癖症で、他人の肌と接触すると蕁麻疹が出る。特に異民族を激しく嫌悪する。劉萱とは幼馴染で相愛の仲だったが、辛い形で別れることになり、今も彼女を想い続けている。 | 姜広涛 |
| 鄧騭   | 李佳航 (リー・ジアハン)     | 車騎大将軍 鄧綏の兄。寇蘭芝の許嫁。 30歳を過ぎても独身で、蘭芝との婚礼をのらりくらりとかわしながら、妓女や寡婦を相手に浮名を流す遊び人。軍人としての評判は高く、公正なことで知られる。衛英を敵視している。 | 張傑   |
| 寇蘭芝 | 李心艾 (リー・シンアイ)     | 内学堂女傅→太守の子の妻→宮学女傅 寇恂の孫。寇豊の姉。鄧騭の許嫁。 都で一番の才女として名高い。内学堂の責任者で、甲班を教える。 寇氏が新興の家柄であることから、侮られないよう家の名誉をことさらに重んじ、婦徳を備えた淑女でいようと自分を押さえつけがち。型破りな班淑のやり方を問題視し、班氏が古くからの名家であること、鄧騭が彼女に惹かれていくことなども相まって、彼女を敵視する。 | 劉校妤 |
| 鄧綏   | 李晟 (リー・チェン)         | 漢十九代・和帝の皇后 | 閻萌萌 |
| 霍恒   | 付辛博 (フー・シンボー)     | 虎賁中郎将、羽林軍首領 霍桓の双子の弟。 衛英とも鄧騭とも親しく、二人が揉めた時に割って入れる存在。姚娟に想いを寄せる。 | 辺江   |
| 霍桓   | 付辛博 (フー・シンボー)     | 虎賁中郎将代理→尚書台侍中 霍恒の双子の兄。 | 路知行 |
| 姚娟   | 鄧莎                        | 内学堂女傅→宮学女傅 班昭の弟子。衛英と劉萱の妹弟子で、班淑の姉弟子。 書物の読み過ぎによる極度の近視で、一人で歩くと人やものにぶつかることが多い。古典調だと滑らかに話せるが普段の会話では吃音があり、乙班の学徒に嘲笑されて萎縮していた。班淑と友情を築く。 | 唐小喜 |

### 内学堂
鄧太后が設置させた学堂。学徒は皇族や大臣家の娘に限られる。甲班と乙班にわかれており、乙班は問題児揃い。
| 役名 | 演     | 紹介 | 声     |
| 劉灔 | 張雪迎 | 北郷公主 中山王の嫡女。劉弘の妹。安帝、劉興のいとこ。 乙班。 内学堂で一番の問題児。高慢でわがまま。教師や家柄の低い学徒を見下し、講義中に堂々と遊んだり賭博をしたりするなど、やりたい放題。                           |        |
| 江綾 | 蔣依依 | 江家の次女。江繍の妹。 乙班。阿綾と呼ばれる。 真面目だが、家柄が低いため姉と共に乙班に入れられた。正義感が強く、劉灔らにも正面から言い返す。将来の夢は女将軍になること。班淑に懐く。                                  | 咩咩   |
| 江繍 | 関暁彤 | 江家の長女。江綾の姉。 乙班。阿繍と呼ばれる。 真面目だが、家柄が低いため妹と共に乙班に入れられた。身分の高い学徒らに睨まれることを恐れ、班淑に懐く妹をたしなめる。                                                    | 徐佳琦 |
| 劉興 | 康寧   | 聞喜公主 和帝の娘。鄧綏が産んだ子ではないが、彼女のことを『母上(母后)』と呼び仲は良好。安帝を『兄上(皇兄)』と呼ぶ。劉灔のいとこ。 乙班。 劉灔ほど奔放ではないものの、講義はまともに聴かず教師らにも反抗的。体が弱い。 |        |
| 阿蕙 | 范琳琳 | 乙班。 |        |
| 阿湘 | 鄭丹蕾 | 乙班。 |        |
| 林岑 | 孫怡   | 甲班。 | 郭懿驤 |
| 阿双 | 高雨児 | 甲班。 |        |
| 錦書 | 曾一萱 | 内学堂専従の侍女。 |        |

### 官学
鄧太后が設置させた学堂。学徒は皇族や大臣家の息子に限られる。
| 役名 | 演     | 紹介                                                                | 声       |
| 劉祜 | 王培棟 | 漢二十一代・安帝 清河王(和帝の兄)と王妃の息子。劉灔、劉興のいとこ。 | 張喆     |
| 寇豊 | 米熱   | 寇恂の孫。寇蘭芝の弟。 姉思い。                                     | 楊天翔   |
| 劉弘 | 張逸傑 | 中山王の息子。劉灔の兄。安帝、劉興のいとこ。                        | 陳張太康 |
| 朱丁 | 高基才 |                                                                     |          |
| 李永 | 陳龍   |                                                                     |          |
| 杜仲 | 鄢佳輝 |                                                                     |          |

### その他
劉萱
演 - 張馨予
内学堂女傅、撫遠公主、南大王夫人
明宮長
演 - 王双

安心
演 - ディリラバ

安平
演 - 康磊

寇大人
演 - 王建新

太子妃
演 - 張雅萌

梁王
演 - 王駕麟

甄剣
演 - 王茂雷
雲袖公主の夫。
秦懐
演 - 楊瓏

佩環
演 - 温雯

碧玉
演 - 曹馨月

班勇
演 - 張鎵麟

江充棟
演 - 卓凡

白承恩
演 - 胡浦

南大王
演 - 高偉光

莫東
演 - 季晨
西域出身の商人。漢で30年商売をしており、班淑に漢人の習俗を教えた恩人。妻と娘がいる。
楊震
演 - 盧勇

陰秀
演 - 臧洪娜

夏文姫
演 - 肖雨雨

雲秀公主
演 - 向以丞

王夫人
演 - 邵敏

蔡大人
演 - 岳東峰

大頭人
演 - 李熠霖

阿蛛
演 - 申恩盼

月錦
演 - 張檬

素利
演 - 高雲翔

南陽王
演 - 黒子

南陽王妃
演 - 王琳

班昭
演 - 恬妞

朱明堂
演 - 邱心志

朱母
演 - 楊恭如

柔娘
演 - 何彦霓

忠叔
演 - 湯鎮業

宋誠
演 - 張峻寧

阿月
演 - 焦俊艶

## 挿入歌
- 『驚鴻』 - 演唱：張哲瀚
- 『心上人』 - 演唱：ジン・ティエン[2]